# Заварзина, Наталья Александровна
Наталья Александровна Заварзина (род. 21 июля 1968 года, Магнитогорск) — российская оперная певица, преподаватель Южно-Уральского государственного института искусств имени П. И. Чайковского, солистка Челябинского театра оперы и балета. Народная артистка Российской Федерации (2008). Член Союза театральных деятелей России.

## Биография
Наталья Александровна Заварзина родилась 21 июля 1968 года в Магнитогорске. В 1988 году окончила вокальное отделение Магнитогорского музыкального училища. В 1996 году окончила Российскую академию музыки имени Гнесиных, где училась в классе народной артистки РСФСР, профессора Маргариты Александровны Миглау. В 1998 году Наталья там же окончила аспирантуру.
С 1988 по 1999 год она работала в Магнитогорской государственной хоровой капелле им. С. Г. Эйдинова. С 1999 по 2017 год была ведущей солисткой Челябинского государственного академического театра оперы и балета им. М. И. Глинки, а также — заведующей оперной труппой театра.
Лауреат и дипломант международных и всероссийских исполнительских конкурсов вокалистов. Удостоена приза за лучшее исполнение произведений С. Рахманинова на первом Международном конкурсе оперных певцов им. С. П. Дягилева в Перми (1996). Дипломантка Международного конкурса вокалистов в Италии (1998).
С 2010 года является доцентом кафедры сольного пения Южно-Уральского государственного института искусств имени П. И. Чайковского, с 2017 года — заведующей кафедрой сольного пения, профессор (2024).
Член художественного совета международной благотворительной программы фонда «Новые имена».
Член Общественной палаты Челябинской области, председатель комиссии ОП по информационной и культурной политике, межнациональным отношениям.
Замужем за Андреем Важениным, врачом, руководителем окружного онкологического диспансера в Челябинске.

## Театральные работы
- Татьяна — «Евгений Онегин»
- Иоланта — «Иоланта»
- Горислава — «Руслан и Людмила»
- Аида — «Аида»
- Микаэла — «Кармен»
- Земфира — «Алеко»
- Графиня — «Свадьба Фигаро»
- Леонора — «Трубадур»
- Лиза — «Пиковая дама»
- Розалинда — «Летучая мышь»
- Сильва — «Сильва»
- Одетта — «Баядера»

## Награды и звания
- Заслуженная артистка Российской Федерации (2001)[6].
- Лауреат премии Челябинской области за достижения в области культуры и творческие успехи (2005).
- Премия Губернатора Челябинской области.
- Грамота Министра культуры Российской Федерации.
- Народная артистка Российской Федерации (2008)[7].
- Знак отличия «За заслуги перед Челябинской областью» (13 января 2011) — за выдающиеся заслуги в развитии музыкальной культуры, пропаганду оперного искусства в Челябинской области[8].